# CHID1
CHID1 (англ. Chitinase domain containing 1) – білок, який кодується однойменним геном, розташованим у людей на короткому плечі 11-ї хромосоми. Довжина поліпептидного ланцюга білка становить 393 амінокислот, а молекулярна маса — 44 941.
| 10         |  | 20         |  | 30         |  | 40         |  | 50         |
| ---------- |  | ---------- |  | ---------- |  | ---------- |  | ---------- |
| MRTLFNLLWL |  | ALACSPVHTT |  | LSKSDAKKAA |  | SKTLLEKSQF |  | SDKPVQDRGL |
| VVTDLKAESV |  | VLEHRSYCSA |  | KARDRHFAGD |  | VLGYVTPWNS |  | HGYDVTKVFG |
| SKFTQISPVW |  | LQLKRRGREM |  | FEVTGLHDVD |  | QGWMRAVRKH |  | AKGLHIVPRL |
| LFEDWTYDDF |  | RNVLDSEDEI |  | EELSKTVVQV |  | AKNQHFDGFV |  | VEVWNQLLSQ |
| KRVGLIHMLT |  | HLAEALHQAR |  | LLALLVIPPA |  | ITPGTDQLGM |  | FTHKEFEQLA |
| PVLDGFSLMT |  | YDYSTAHQPG |  | PNAPLSWVRA |  | CVQVLDPKSK |  | WRSKILLGLN |
| FYGMDYATSK |  | DAREPVVGAR |  | YIQTLKDHRP |  | RMVWDSQASE |  | HFFEYKKSRS |
| GRHVVFYPTL |  | KSLQVRLELA |  | RELGVGVSIW |  | ELGQGLDYFY |  | DLL        |

A: Аланін

C: Цистеїн

D: Аспарагінова кислота

E: Глутамінова кислота

F: Фенілаланін

G: Гліцин

H: Гістидин

I: Ізолейцин

K: Лізин

L: Лейцин

M: Метіонін

N: Аспарагін

P: Пролін

Q: Глутамін

R: Аргінін

S: Серин

T: Треонін

V: Валін

W: Триптофан

Задіяний у таких біологічних процесах, як імунітет, вроджений імунітет, альтернативний сплайсинг. 
Локалізований у лізосомі.
Також секретований назовні.